# Minimoog

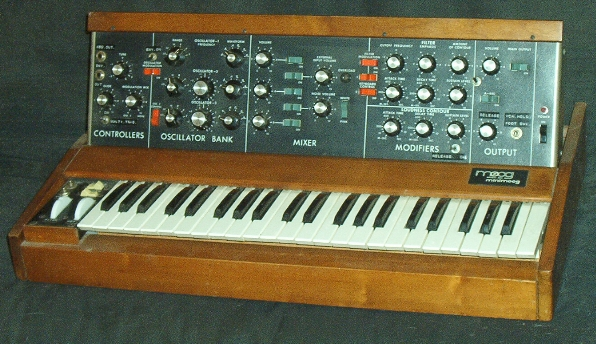
Minimoog

Minimoog är en monofonisk analog synthesizer tillverkad mellan 1970 och 1982 utvecklad av Robert Moog. Minimoog släpptes av Moog Music och var den första synthesizern i portabel storlek och till ett förhållandevis lågt pris.
Minimoogen har blivit den mest populära synten genom tiderna och är känd för det kraftfulla ljud den skapar med bland annat sitt filter och sina tre oscillatorer. Minimoogen blev ett populärt instrument inom den progressiva rocken och användes av grupper som Yes, Camel, Pink Floyd, Kraftwerk och Emerson, Lake & Palmer. Företaget Arturia har skapat en mjukvaruemulation av Minimoogen som även den har ett väldigt djupt och karakteristiskt ljud.

## Uppfinningen
Minimoog är en monofonisk analog synthesizer, uppfunnen av Bill Hemsath och Robert Moog. Den släpptes på marknaden 1970 av R.A. Moog Inc. (Moog Music efter 1972), och produktionen slutade 1981. Den omdesignades av Robert Moog 2002 och såldes som Minimoog Voyager.
Minimoogen konstruerades som svar på användningen av syntar inom rock och popmusik. Stora modulära syntar var dyra, stora och ömtåliga, och var inte lämpade för liveframträdanden. Minimoog konstruerades för att innehålla de viktigaste delarna från en modulär synt i en kompakt förpackning, utom behovet av att spela ackord. Den utvecklades sedan vidare och längre än detta ursprungliga mål och blev ett distinkt och populärt instrument på sin egen förmåga. Den efterfrågas fortfarande nästan fyra decennier efter introduktionen, för sin intuitiva utformning och kraftfulla bas och komp.

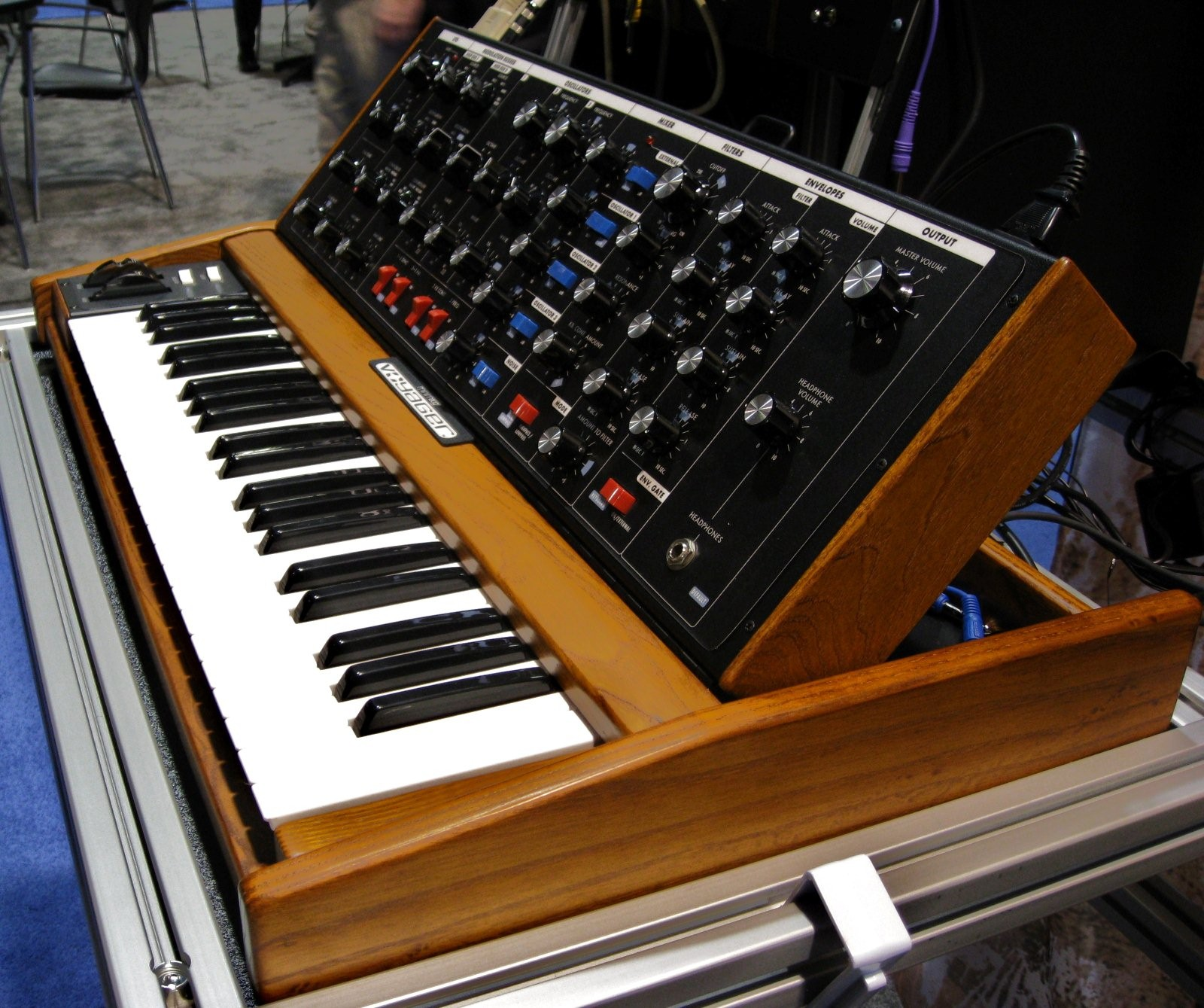
Voyager Old School av Moog Music (2008)
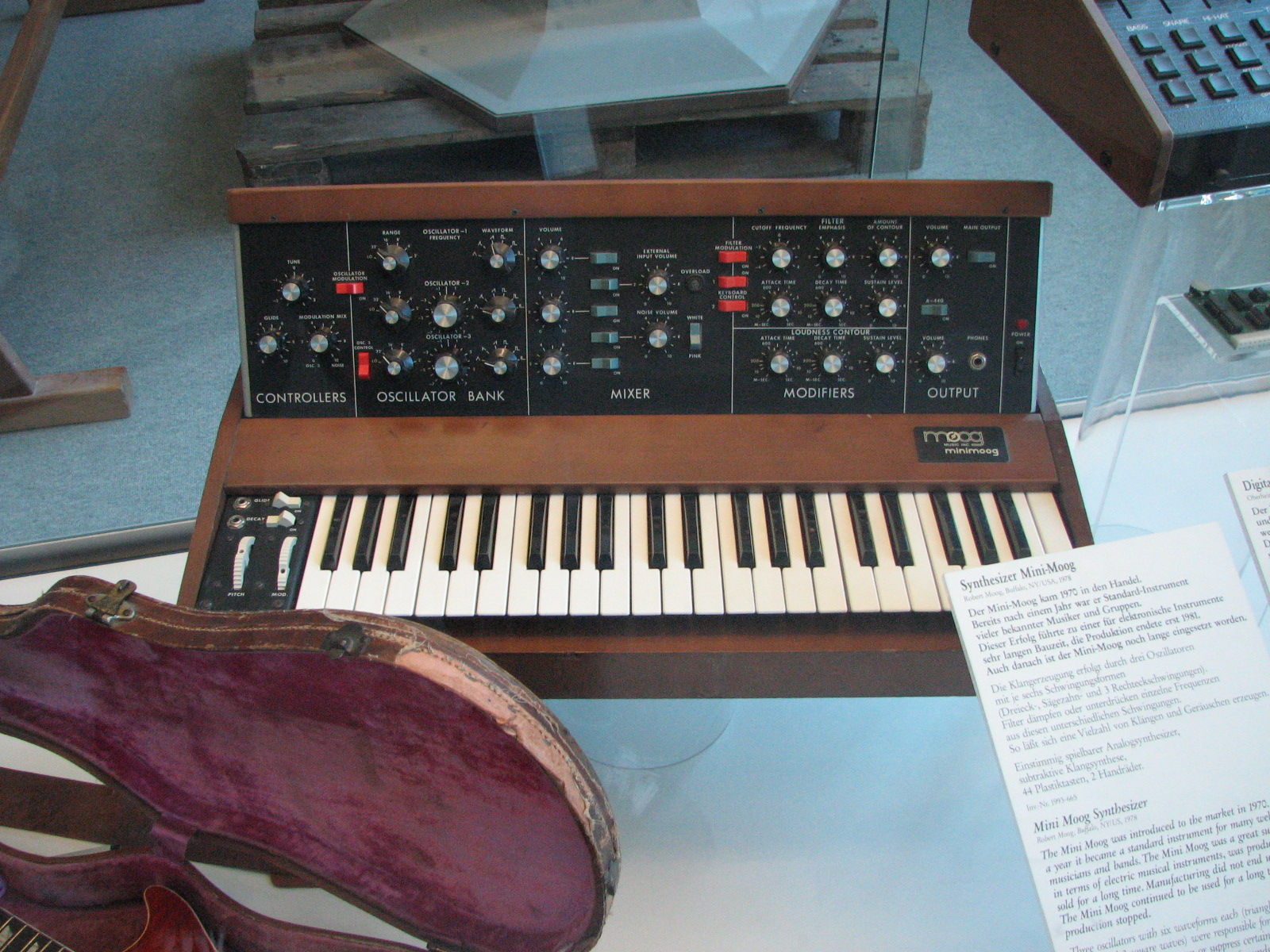
Minimoog tillverkad av Norlin/Moog Music (1978)
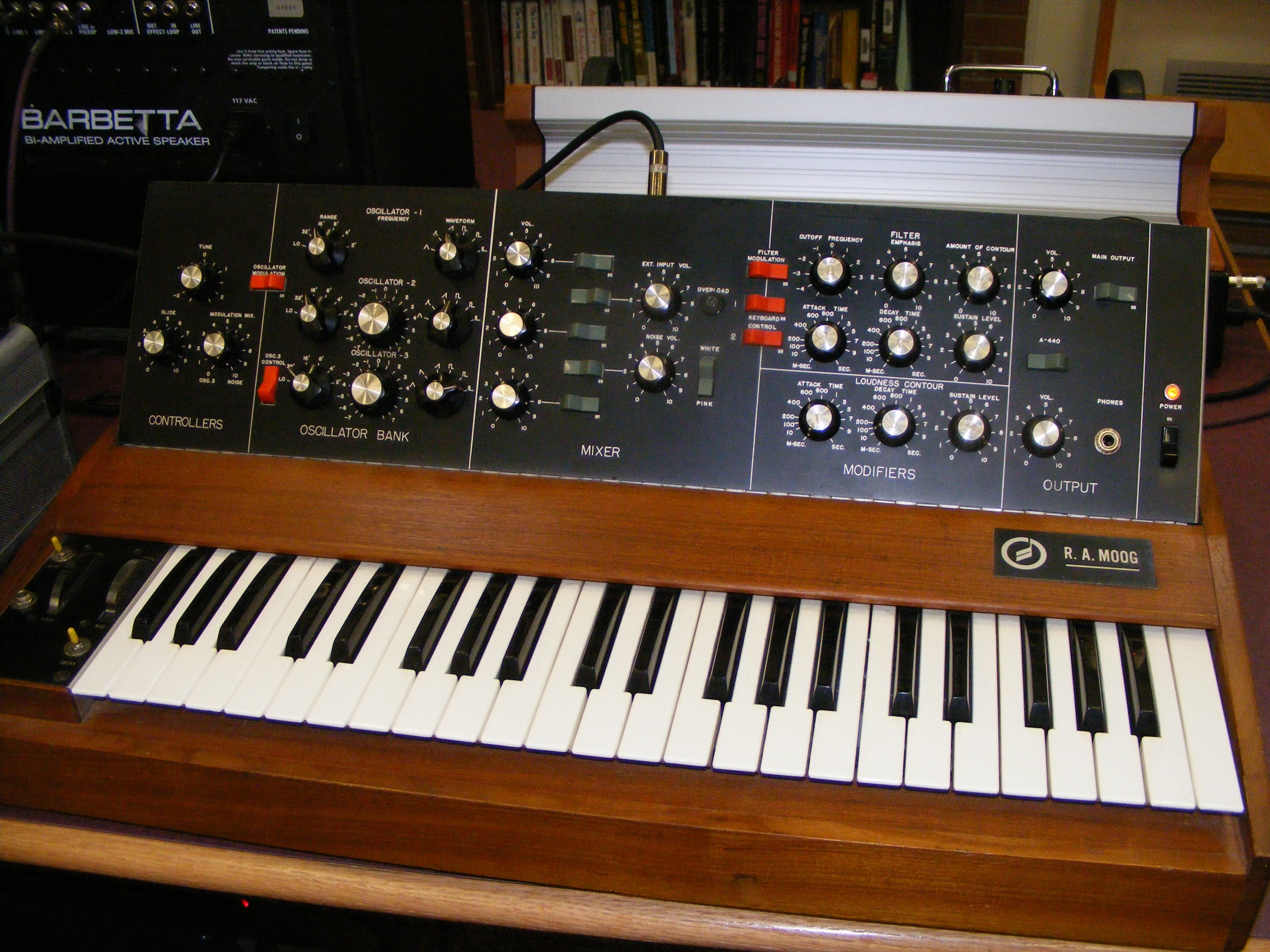
Tidig Minimoog av R.A. Moog Inc. (ca.1970)

## Konstruktion
I sin grunddesign, kan Minimoogen kontrollpanel delas upp i tre sektioner:
- Tongeneratorer (tre VCO Voltage-controlled oscillator och skärt eller vitt brus)
- Filter (VCF eller voltage-controlled filter)
- Förstärkare (VCA eller voltage-controlled amplifier)

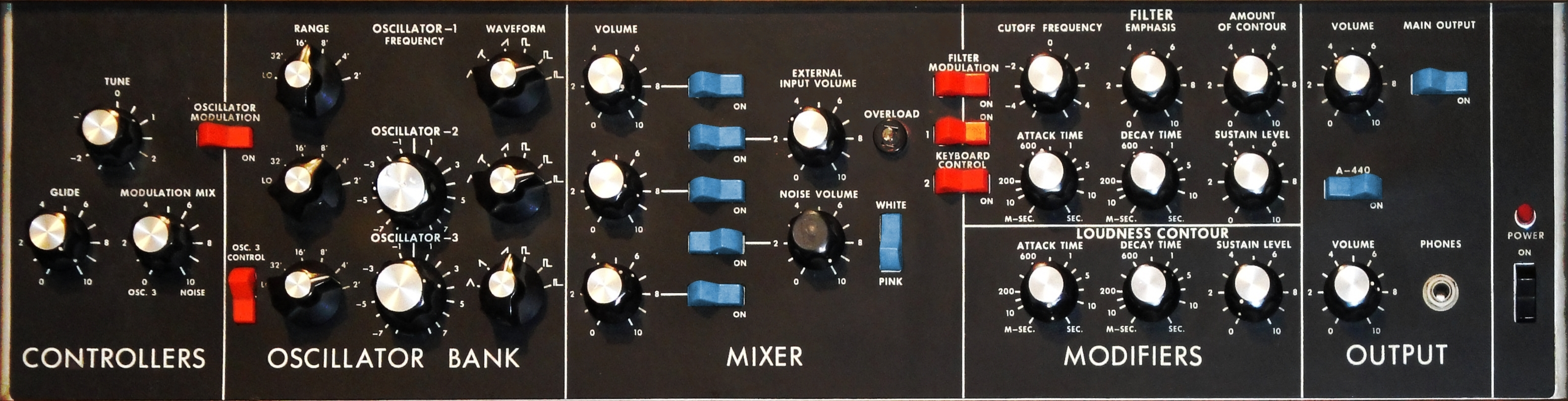
Minimoog kontrollpanel

Minimoog är monofonisk (bara en ton kan spelas samtidigt) och konstruktionen med tre oscillatorer gav den dess berömda kraftfulla ljud. Fyra prototyper gjordes genom åren tills den slutliga designen för en kommersiell produkt blev klar. Minimoog Model D använde några av kretsarna (som filterdelen) från tidigare modulära instrument, men andra kretsar (som oscillatorerna och vågformsgeneratorerna) nykonstruerades. För att spela en ton måste musikerna först välja den vågform som skall genereras från VCO och vilken sorts brus som skall läggas till (vitt eller skärt). VCO:n ger möjlighet att välja flera olika vågformer:
- triangelvåg
- omvänd sågtandsvåg
- sågtands/triangel (bara i oscillator 1 och  2/ sågtandsvåg i oscillator 3)
- fyrkantsvåg
- två olika breda pulsvågor

Signalerna skickas genom mixern till VCF (Voltage Controlled Filter) där det harmoniska innehållet kan modifieras och resonansförstärkas. Den filtrerade signalen skickas sedan till VCA (Voltage Controlled Amplifer), där vågkonturen skapas av en vågformsgenerator ADS (Attack, Decay/Release, Sustain).
Hjulet som kontrollerade moduleringen och pitch-bending var en innovation som många musiker fann vara extremt användbart. Pitch-bend-hjulet sitter till vänster om modulationshjulet. Normalt står det i mittpositionen. Det är inte fjäderbelastat, så musikern måste vrida tillbaka hjulet till mittpositionen för att spela rent. Det finns en liten återhållande mekanism för att hjälpa musikern att med känseln hitta positionen. Till skillnad mot senare syntar som också har hjul för pitch-bend, finns det ingen nollställning av kontrollen i mitten av hjulets rörelser; hjulet producerar små förändringar i pitchen, oavsett hur lite det rörs i någon riktning. Hjulet kan därför användas för att introducera ett lätt vibrato eller nyans, lika väl som markerade ändringar i pitchen. Moog rekommenderade dock senare att en nollzon skulle läggas till och publicerade detta i sina fabriksinstruktioner.

## Utveckling och namngivning

### Ursprung
Förhistorien till MiniMoogen var Moog Musics tillverkning av Moog modular, som till största delen special-byggdes på beställning med de anpassningar kunden ville ha. Dock var det en otymplig sak att ha med sig på turnéer, så tanken på att göra en liten (mini) Moog infann sig. För att åstadkomma detta så valde man att kraftigt beskära modulär-egenskaperna, men behålla de mest populära dragen. De olika utvecklingsstegen kallas Model A, Model B, Model C och Model D. 
- Model A - Sammansatt av moduler från en Moog modular för att bilda en första demonstrator av funktionaliteten. Modulationskontoller med sliders.
- Model B - Modulerna har integrerats till en gemensam frontpanel och med switchar istället för kablar för att styra signalvägen.
- Model C - Introducerar den fysiska formen med vinklingsbar frontpanel. Modulationskontroller har ersatts med modulationshjul.
- Model D - Produktionsanpassad model med främst omdesign av elektronik, introducerade temperaturkompenserade oscillatorer i Moogs produkter.

Efter Robert Moogs artikel i Mark Vails bok "Vintage Synthesizer"  har "Model D" blivit en term som spridits kring MiniMoog, vilket är märkligt då alla sålda MiniMoog är sprungna ur Model D. Det är dessutom förvirrande eftersom den modellen har genomgått flera förbättringar, så som oscillator-kortet utvecklats. Efter serienummer 10175 kom ett kraftigt uppdaterat VCO-kort, men man kunde även uppgradera sin äldre MiniMoog med detta kort, för ökad temperaturstabilitet i oscillatorerna. En annan brist var att oktav-väljarna lastade ned den resistor-stege som ger 1 V stegen, så väljer man en annan oktav för en av oscillatorerna så stämmer de andra om sig, och för det så introducerades oktavväljbar-buffrings-kortet som även det gick att få eftermonterat. Det fanns alltså flera olika versioner av Model D, varvid den benämningen är lite missvisande och rekommenderas inte annat än i rent historiskt bruk från utvecklingsfasen.

### Vidareutveckling
År 2001 bytte Robert Moog namn på sitt bolag Big Briar till Moog Music, vilket han förvärvat rätten till efter många år. Det gjorde att han kunde 2002 återintroducera Minimoogen i sin nya skepnad av MiniMoog Voyager (Voyager i dagligt tal), som idag finns i flera skepnader. Voyager introducerade flera moderna koncept och är en modernt producerad maskin.

### Steinberg
Steinberg släppte senare en mjukvaru-emulering i VST-form som kallas Model E.

## Kloner och emulatorer

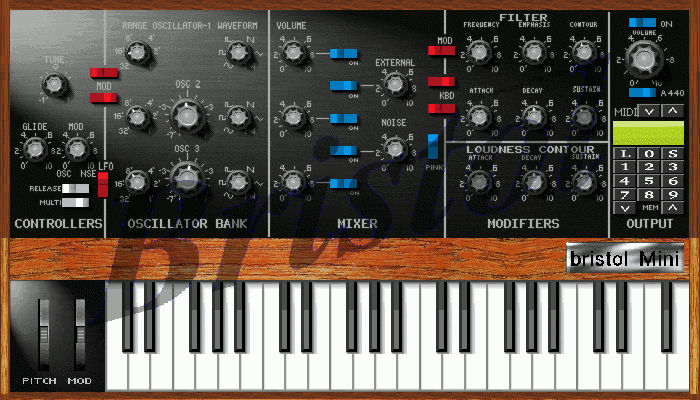
Bristol Mini (Linux)

- GForce Minimonsta[3] - mjukvaruemulator
- Arturia Minimoog V[4] - mjukvaruemulator (Detta instrument är den enda Minimoog VST som har godkänts av Moog själv.)
- Sonic Core Minimax[5] (tidigare Creamware Minimax) - hårdvaruemulator
- Analog Synth Lab
- Studio Electronics MIDIMoog – En rackmonterad version av Minimoogen, byggd på kretskort från riktig Minimoog kompletterade med egenutvecklat kontrollerkort. Efter en första serie (ca 10) med riktiga kort blev man tvungen att producera egna kort, varefter Robert Moog tyckte att det inte var tillåtet att använda Moog-namnet för dessa och produkten fick byta namn till MidiMini. Till skillnad från dess virtuella konkurrent, Sonic Core Minimax, så är MIDIMoog en äkta Minimoog så när som på slide-funktionen som är annorlunda.
- Steinberg Model E[6] - mjukvaruemulator (Fram till dess att Arturias VST släpptes på marknaden, så ansågs Model E som den slutliga Minimoog VST.)

## Användning
David Borden, en tidig kompanjon till Moog, sade att Minimoog "flyttade ut synten från studion och ställde in den i konsertsalen". Jazzkompositören och bandledaren Sun Ra använde en av de första Minimoogs, en prototyp som Moog lånade honom 1969.
Keith Emerson var den första musikern som turnerade med en Minimoog, 1970, under Emerson, Lake & Palmer's shower. Många viktiga pitch-bending tekniker demonstrerades först av honom, och många musiker lärde hur man skulle pitcha genom att följa hans exempel. Han adopterade omedelbart instrumentet som ett av sina huvudinstrument.
Keyboardmusikern Rick Wakeman säger om Minimoogen: "För första gången kunde du gå ut på scenen och utmana gitarristen och gitarristen skulle säga, 'Oh shit, han har en Minimoog', och sen skulle han leta efter 11:an på volymkontrollen – det är det enda sättet de kan konkurrera på."  Wakeman sade att instrumentet "helt och hållet förändrade musikens uttryck.
Tack vare konstruktionen med 24dB/oktavefilter, dess tre oscillatorer, och toninstabilitet som tenderar till att få oscillatorerna att påverka varandra, så kan Minimoog producera ett mycket rikt och kraftfullt basljud. Trots att digitala syntar och samplers har kommit fram till låg kostnad, så kvarstår en hög efterfrågan på Minimoog hos producenter och artister inom elektronisk pop och elektronisk musik.
Minimoogen var mycket populär på 1970- och 1980-talets elektroniska musik och har använts av många artister.

## Kända inspelningar
- Rick Wakeman's albums "The Six Wives of Henry VIII", "Journey to the Centre of the Earth (album)", "The Myths and Legends of King Arthur and the Knights of the Round Table", "White Rock" och "No Earthly Connection" visar fina exempel på många av Minimoogens karakteristiska ljud.
- Yes – många inspelningar av Yes med keyboardspelaren Rick Wakeman märks genom sin användning av Minimoog, till exempel albumet "Close To The Edge" , "The Revealing Science of God" från "Tales from Topographic Oceans", och "Future Times".
- Mother Mallard's Portable Masterpiece Company har åter gett ut sin eponymiska LP från 1973 på Cuneiform Records vilken innehåller musik av David Borden och Steve Drews.  De använde Minimoogprototypen första gången i New York City i Trinity Church, juni 1970. De spelade ”Easter” som är en låt på denna CD.
- PFM (Premiata Forneria Marconi) - Impressioni di settembre, 1971 års debutsingel för detta italienska progressiva rockband använde en Minimoog och var den första italienska inspelningen som hade med en synt.
- Emerson, Lake & Palmer - Keith Emerson använde en Minimoog på flera av Emerson, Lake & Palmer-inspelningarna som till exempel basgångarna för Karn Evil 9 1st Impression.
- Chicago använder en Minimoog. Den hörs tydligt på "I've Been Searching (So Long)".
- Uriah Heep använde framgångsrikt Minimoog från och med altumet Magician's Birthday. David Byron introducerade instrumentet som "Moog simplifier" i ett förord till sången Gypsy på "Uriah Heep Live".
- The Zodiac's enda album "Cosmic Sounds" som sägs vara det första album som har med en moogsynt.
- Jeff Becks album Wired, i vilket Jan Hammer demonstrerar tekniken med ”pitch-bending” genom att använda hjulet.
- Kraftwerk's album "Autobahn" (1974), som var en revolutionär inspelning i utvecklingen av den elektroniska musiken.
- Passport's album Cross-Collateral (1975). Minimoog spelas i hela denna briljanta inspelning av Jazz-Fusion.
- 1976 gav Mother Mallard ut en LP Like a Duck to Water som gavs ut senare på Cuneiform Records. Mother Mallard var det första av alla syntband, Minimoogs och modulära Moogs. Musiken har klassiska rötter men använder popmusikelement i sina kompositioner. Borden och Drews har fått erkännande för att ha skapat den ”elektroniska minimalismen”.
- Larry Fast Synergys "Electronic Realizations for Rock Orchestra", inspelad med en Minimoog, och en Oberheim expandermodul som kontrollerades via en tidig Oberheim DS-2 digital sequencer och en Mellotron. Också ett andra album, "Sequencer har flera Minimoog och Moog 15 modulära syntbaserade kompositioner.
- Devo använder mycket en Minimoog på sina första tre album och tidiga singlar, i synnerhet på låtarna "Mongoloid" och "Jocko Homo".
- Gary Numans album "Replicas" (1979) (under namnet "Tubeway Army") är uppbyggt framförallt kring en Minimoog. Hans uppföljare "The Pleasure Principle" (1979) och "Telekon" (1980) använder också instrumentet flitigt.
- Manfred Mann's Earth Band gjorde Minimoogen till en del av sitt sound, speciellt i deras inspelningar från mitten av 1970-talet.  Keyboardspelaren Manfred Mann använde pitchkontrollen för att skapa ett distinkt och tydligt ljud.
- Geddy Lee i Rush använde en Minimoog på flera Rush albums, från "A Farewell to Kings" (1977) till "Signals" (1982). På liveutgåvan "Exit... Stage Left", kan man höra Lee "tweaka" kontrollerna manuellt för att producera ovanliga ljud i utrymmet mellan låtarna "The Trees" och "Xanadu".
- Tony Hymas använde Minimoog ganska flitigt på flera av Ph.D. albumet "Is It Safe".
- Funkadelic och Parliament använde en MiniMoog som spelades av Bernie Worrell på flera av hans hit inklusive "Flash Light".
- Minimoog basgångar och komp hördes ofta på 1970-talet och under första halvan av 1980-talet - Gap Band och Fatback är två exempel.
- Den japanska Avant-garde Black Metal-bandet Sigh använder en Minimoog på sitt album "Imaginary Sonicscape" (2001), tillsammans med många andra obskyra instrument för heavy metal-musik.
- Portishead skröt ofta att de använde en theremin i låten "Mysterons" på deras album Dummy men det var faktiskt en Minimoog.
- Paul Davis singer/songwriter, använde en Minimoog i många av sina inspelningar, mest uppmärksammat är hans album från 1976 "Southern Tracks & Fantasies"
- Hot Butter electroniska band spelade deras låt "Popcorn" på en vintage minimoog vid ett överraskningsframträdande vid L.L. Bean i Free Port, Maine.
- Shooter Jennings använder en Minimoog under liveframträdandena efter att hans synthalbum Black Ribbons kommit ut.
- Phil Collins' "Sussudio" använder en Minimoog som spelas av keyboardspelaren David Frank.
- Eduardo Parra (Los Jaivas) använde en Minimoog på sitt album "Cancion del Sur" (1977), "Alturas de Macchu Picchu" (1981), "Aconcagua" (1982) och "Obras de Violeta Parra" (1984).
- Michael Jacksons album Thriller (1982): Syntbasen på "Thriller", "P.Y.T.", and "Wanna Be Startin’ Somethin’" gjordes med två Minimoogs.